# عبدالله سراج
عبدالله سراج (عربی: عبدالله بن عبد الرحمن سراج؛ c. ۱۸۷۶ یا c. ۱۸۷۹ – c. مه ۱۹۴۹) سیاست‌مدار اهل پادشاهی حجاز بود.